# Ljiljana Vojvodić (pjesnikinja)
 Ljiljana Vojvodić (Bosanska Gradiška, 1936.), pjesnikinja. 
Djetinjstvo i mladost provela u Banjoj Luci, gdje je studirala i radila. Kao nastavnik nastavila raditi u Ninu, Čepinu i Osijeku, gdje i sada živi kao penzioner.
Poeziju je počela objavljivati 1956. godine ("Mladi Krajišnik", Polet, "Korijeni", "Banjalučke novine", "Putevi"). Godine 1960. objavila je zbirku "Zapis sna". Bila je član Društva pisaca Bosanske krajine. Pjesme su joj objavljene i u zbirkama "Lirika devetorice - panorama banjalučke poezije" i "Panorama poslijeratne krajiške poezije". Nastavila je objavljivati u zagrebačkom "Oku", požeškim "Traženjima" i osječkoj "Reviji" (70-ih i 80-ih godine 20. stoljeća).
Objavljivala je i poeziju za djecu u Modroj lasti, Radosti, SMIB-u, Malim novinama i Veseloj svesci. Godine 2001. objavljen joj je ciklus pjesama u zajedničkoj zbirci (ostali autori: Stojanka Mandić, Milenko Vasiljević Čiko, Mihajlo Mićo Zečević) "Nebeski svod" u izdanju SKD Prosvjeta - Pododbor Osijek. Isti izdavač izdao joj je 2003. godine zbirku pjesama "Boje nesanice" (urednik Đorđe Balić). 